# Panewka (broń palna)

Panewka w hakownicy

Panewka – część dawnej broni palnej w której umieszczano porcję prochu potrzebną do odpalenia ładunku miotającego w lufie. Panewka miała postać zagłębienia umieszczanego na grzbiecie lufy (szczególnie w broni artyleryjskiej) lub na montowanym z boku osobnym występie w formie „półki” (szczególnie w broni strzeleckiej).
Panewka połączona była z zapałem (otworem prowadzącym do wnętrza lufy). Sypano na nią porcję prochu, który po zapaleniu przenosił płomień poprzez zapał do ładunku miotającego w lufie, powodując jego odpalenie i w konsekwencji wystrzelenie pocisku. W broni zaawansowanej technicznie panewka była integralną częścią zamka.
Często w wyniku niedoskonałości technologicznej dawnej broni palnej, proch wypalał się na panewce nie przenosząc dalej płomienia. Stąd też powstało popularne powiedzenie „spalić na panewce” oznaczające porażkę (zob. spalić na panewce w Wikisłowniku).